# Constant Smits van Waesberghe
Constant A.F. Smits van Waesberghe (Oudenbosch, 16 februari 1968) was een Nederlandse golfprofessional. Hij werkt nu als bedrijfscoach en golfcoach.

## Golf

### Amateur
Als amateur heeft Smits van Waesberghe voor Nederland tweemaal het Wereldkampioenschap en tweemaal het Europees Amateur Kampioenschap gespeeld. Verder heeft hij gewonnen:
| Jaar | Toernooi                           | Baan                   |
| ---- | ---------------------------------- | ---------------------- |
| 1986 | Nationaal Strokeplay Kampioenschap | Rosendaelsche Golfclub |
| 1986 | Nationaal Junioren Matchplay       | Kennemer G&CC          |
| 1987 | Nationaal Open                     | GC De Pan              |
| 1988 | Portugees Amateur Kampioenschap    | Estoril, Portugal      |
| 1988 | Zwitsers Amateur Kampioenschap     |                        |

In 1987 haalde hij als amateur op het KLM Open op de Hilversumsche Golf Club de 35e plaats.

In 1988 won hij de European Nations Cup met Stéphane Lovey. Een jaar later eindigden ze op de tweede plaats.

### Playing pro
In 1989 wordt Smits van Waesberghe playing-pro. Als playing pro heeft hij voor Nederland tweemaal de World Cup en tweemaal de Dunhill Cup gespeeld. Verder heeft hij gewonnen:
| Jaar | Toernooi       | Baan              |
| ---- | -------------- | ----------------- |
| 1992 | Nationaal Open | Hilversumsche GC  |
| 1996 | SDH Trophy     | Rijk van Nijmegen |

- Van 2000 tot 2009 was Smits van Waesberghe lid van de toernooicommissie van de PGA Holland.
- Sinds 2001 speelt hij geen wedstrijden meer.
- Hij is referee van de Koninklijke Nederlandse Golf Federatie

### Teaching pro 1989 - 2009
In 1996 gaat Smits van Waesberghe werken op Golfclub Het Rijk van Nijmegen bij de toenmalige 'Friends of Golf'. In 1997 rondt hij zijn opleiding als teaching pro af. In 2000 gaat hij over naar de Pan. In 2004 wordt van Waesberghe Head Pro op De Heelsumse, waar hij de Golfschool Constant Swing heeft opgericht.
In 2009 start hij het bedrijf Constant Effect Coaching.

## Trivia
- In zijn loopbaan heeft Smits van Waesberghe 9 holes-in-one geslagen. De laatste op hole 6 van de Noordwijkse op 2 augustus 2017.
- Laagste rondje over 18 holes is 63 slagen en over 9 holes 29 slagen, beide in toernooiverband